# Бадаун (округ)
Бадаун (хинди बदायूँ जिला, англ. Badaun) — округ в индийском штате Уттар-Прадеш. Административный центр — город Бадаун. Площадь округа — 5168 км².
По данным переписи 2011 года население округа составляет 3 712 738 человек. Плотность населения — 718 чел./км². Прирост населения за период с 2001 по 2011 годы составил 20,96 %. На 1000 мужчин приходится 859 женщин. Уровень грамотности населения — 52,91 %. Примерно 62 % населения исповедуют индуизм и 33 % — мусульмане.
По данным прошлой переписи 2001 года население округа насчитывало 3 069 426 человек. Уровень грамотности взрослого населения составлял 38,17 %, что было значительно ниже среднеиндийского уровня (59,5 %).